# Лозовенька (платформа)
Платфо́рма Лозове́нька — платформа на железнодорожной магистрали Харьков-Пассажирский — Белгород-Главный (бывшей Курско-Харьковско-Азовской железной дороги, открытой в 1869 году.) Остановочный пункт пригородных поездов был здесь открыт в 1899 году.
До ближайших станций: Подгородняя (платформа) — 1.8 км, Моторная (платформа) — 2 км, Дергачи (станция) — 4 км, Харьков-ЮЖД — 9 км, до Москвы — 771 км. Платформа находится в поселке городского типа Малая Даниловка в балке реки Лозовенька, на её правом берегу.
Вблизи платформы проходит автомобильная трасса Т-2103 с регулярным пригородным сообщением маршруток № 156, 343, 354, 359, 360, 623, 648, а также Харьковская окружная дорога, автотрасса М-03.
В двух километрах на перекрёстке улиц Клочковская и проспекта Победы находятся остановки трамваев № 20 и 2, следующих в сторону центра Харькова и в микрорайон «Алексеевка». Конечная харьковского трамвая «Монтажник», не работавшая для пассажиров с 90-х годов прошлого столетия, продолжила свою работу после капитального ремонта и реконструкции путей в 2018 году. А также имеется остановка маршрутных харьковских городских автобусов № 263, 305 и других.
Основной пассажиропоток — студенты ХГЗВА (Харьковской Государственной Зооветеринарной Академии), жители приграничных районов области и местные жители пос. Малая Даниловка, в который входят сёла: Зайченки́, Карава́н, Лужо́к, Чайковка (с 2018 года ещё Черкасская Лозовая и Лесное) а также новый коттеджный посёлок «Поле Чудес» и район города Флоринка (Харьков).
Вокзальная касса работает с 6 до 15 часов. Пассажирские поезда и ускоренные электропоезда остановки не делают. Электропоезда следуют со станции «Белгородский терминал» возле метро Южный вокзал (Харьков, станция метро).
Регулярное сообщение осуществляется в утренний час пик на Харьков и в вечерний из Харькова.
Участок Харьков-Белгород обслуживается электропоездами ЭР2, ЭР2Р, ЭР2Т депо Харьков и ЭР2, ЭД4, ЭД4 м депо Белгород. В нечётном направлении поезда идут до станции Харьков-Пассажирский, в чётном — до станций Дергачи, Казачья Лопань, Наумовка, Белгород.
В 2009 году начались работы по укладке нового покрытия платформы тротуарной плиткой. Сделан капитальный ремонт здания вокзала и прилегающей территории. Работы завершились в 2010 году.
С 2010 года все поезда Казачанского направления ездят с GPS-навигаторами. В связи с этим на платформе в мае 2011 года был повешен звуковой автоинформатор и электротабло, работающее в реальном времени.
С августа 2011 года по ст. Лозовенька отменены остановки всех ночных электропоездов, таким образом станция обслуживает пассажиров с 5:15 до 23:00.